# Cedr libański

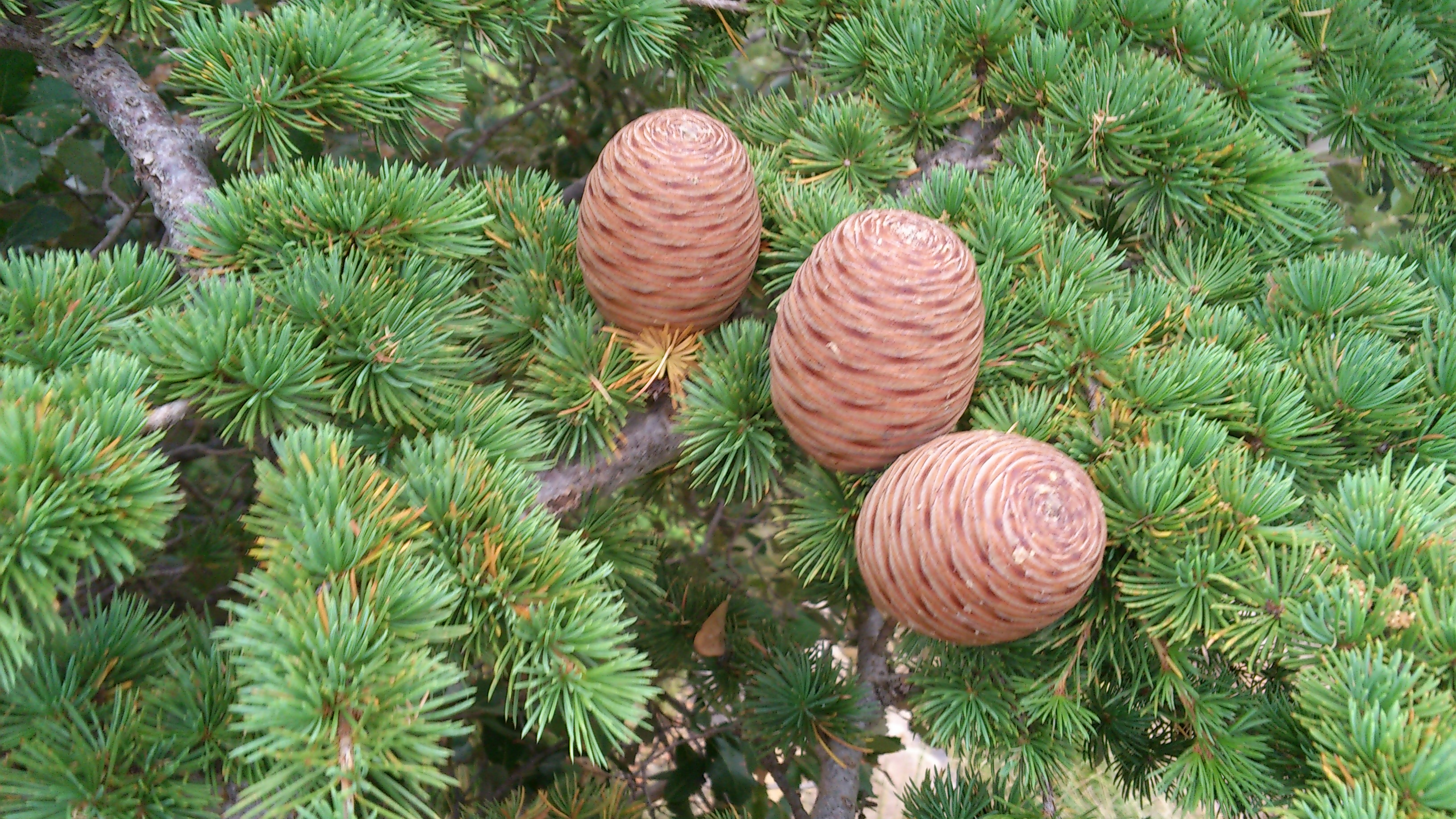
Pędy z szyszkami

Cedr libański (Cedrus libani A. Rich.) – gatunek zimozielonych drzew z rodziny sosnowatych.

## Występowanie
Gatunek w wąskim ujęciu występuje naturalnie w łańcuchach górskich Taurusu i Antytaurusu, na terenie Libanu, Syrii i Turcji. Rośnie w lasach na wysokości do 1300–1500 m n.p.m., wraz z  jodłą syryjską (Abies cilicica) i jałowcem cuchnącym (Juniperus foetidissima). Od czasów starożytnych był intensywnie wycinany jako cenny materiał budulcowy, tak, że obecnie jest rzadki. Jest uprawiany w wielu krajach świata, w Europie tylko w regionach o łagodnym klimacie, w Europie Zachodniej nieraz tworzy całe zagajniki. Sprowadzony został do Europy w XVI wieku.

## Morfologia
PokrójMłode drzewa mają stożkową koronę, u starszych rozrasta się ona szeroko i górą jest raczej płaska. Drzewo osiąga wysokość do 42 m. Pędy bardzo delikatnie omszone, mniej, niż u cedru atlaskiego. Kora czarnobrunatna, gęsto spękana i pręgowana. Może żyć 2–3 tysięcy lat, a średnica pnia może dochodzić do 2–3 m.
LiścieCiemnozielone, bardzo miękkie, zebrane w pęczki po 10–20 sztuk. Wyrastają głównie na krótkopędach. Mają długość 1,5–3,5 cm.
KwiatyRozdzielnopłciowe. Kwiaty męskie zebrane są wyprostowane, żółte kłosy, kwiaty żeńskie w jajowate wyprostowane kłosy o czerwonej barwie.
SzyszkiBeczułkowate, o długości 8–10 cm i dość płaskim wierzchołku.

## Systematyka
Gatunek jest rozmaicie ujmowany. W najwęższym ujęciu zaliczane są tu tylko populacje z Bliskiego Wschodu (tak ujmuje ten takson baza The World Flora Online). W szerszym włączane są tu w randze podgatunku lub odmiany – cedr cypryjski C. libani subsp. brevifolia (Hook.f.) Meikle lub C. libani var. brevifolia Hook.f. oraz cedr atlaski C. libani subsp. atlantica (Endl.) Batt. et Trab.
Gatunek jest typowym dla rodzaju cedr Cedrus.

## Udział w kulturze
- W Biblii hebrajskie słowo erez wymienione jest kilkadziesiąt razy i badacze roślin biblijnych na ogół są zgodni, że oznacza ono cedr libański. Nie wykluczone jednak, że słowem tym opisano również niektóre inne rodzaje drzew iglastych: jałowca, jodłę, sosnę, czy nawet tamaryszka. W Księdze Izajasza (35,2) cedr nazywany był „chwałą Libanu”, w poezji symbolizował dostojeństwo, siłę i majestat (Ez 31,2-9). Najbardziej kojarzony z cedrem jest król Salomon, który rozprawiał o drzewach „od cedrów na Libanie aż do hizopu rosnącego na murze” (1 Krl 4,33). Do budowy Świątyni Jerozolimskiej sprowadził duże ilości drewna cedrów libańskich (1 Krl 5,20), a  oprócz tego wzniósł budowlę z drewna cedrowego nazywaną „Domem Lasu Libanu” (1 Krl 7,2). Cedry nie rosły w Izraelu, kupował je od Hirama I, króla Tyru (1 Krl 5,1-10; 7,1-8) i płacił za nie pszenicą, jęczmieniem, oliwą i winem (2 Krn 2,14-15). Hareuveni twierdzi, że nie tylko do budowy świątyni użył drewna cedrów, ale także zasadził je na dziedzińcu świątyni, o czym świadczyć ma tekst w Księdze Psalmów (92,13-14): „Sprawiedliwy zakwitnie jak palma, rozrośnie się jak cedr na Libanie. Zasadzeni w domu Pańskim rozkwitną na dziedzińcach naszego Boga”[7].
- Cedr występuje w herbie Libanu[9].